# Emblyna palomara
Emblyna palomara är en spindelart som beskrevs av Chamberlin 1948. Emblyna palomara ingår i släktet Emblyna och familjen kardarspindlar. Inga underarter finns listade i Catalogue of Life.